# Campeonato Mundial de Esquí Acrobático de 2011
El XIII Campeonato Mundial de Esquí Acrobático se celebró en la localidad de Deer Valley (Estados Unidos) entre el 2 y el 6 de febrero de 2011 bajo la organización de la Federación Internacional de Esquí (FIS) y la Federación Estadounidense de Esquí.

## Medallistas

### Masculino
| Evento                     | Oro                                | Plata                                    | Bronce                                 |
| -------------------------- | ---------------------------------- | ---------------------------------------- | -------------------------------------- |
| Baches (02.02)             | Guilbaut Colas Francia 26,26 pts.  | Alexandre Bilodeau · Canadá · 25,66 pts. | Mikaël Kingsbury · Canadá · 25,57 pts. |
| Baches en paralelo (05.02) | Alexandre Bilodeau · Canadá        | Mikaël Kingsbury · Canadá                | Nobuyuki Nishi Japón                   |
| Halfpipe (05.02)           | Michael Riddle · Canadá · 45,6     | Kevin Rolland Francia 45,2               | Simon Dumont Estados Unidos 43,2       |
| Salto aéreo (04.02)        | Warren Shouldice · Canadá · 253,66 | Qi Guangpu China 250,95                  | Anton Kushnir · Bielorrusia · 249,63   |
| Slopestyle (03.02)         | Alex Schlopy Estados Unidos 41,8   | Sam Carlson Estados Unidos 41,5          | Russell Henshaw Australia 41,2         |
| Campo a través (04.02)     | Christopher Del Bosco · Canadá     | Jouni Pellinen · Finlandia               | Andreas Matt · Austria                 |

### Femenino
| Evento                     | Oro                                 | Plata                                    | Bronce                                |
| -------------------------- | ----------------------------------- | ---------------------------------------- | ------------------------------------- |
| Baches (02.02)             | Jennifer Heil · Canadá · 24,35 pts. | Hannah Kearney Estados Unidos 24,31 pts. | Kristi Richards · Canadá · 23,71 pts. |
| Baches en paralelo (05.02) | Jennifer Heil · Canadá              | Chloé Dufour-Lapointe · Canadá           | Hannah Kearney Estados Unidos         |
| Halfpipe (05.02)           | Rosalind Groenewoud · Canadá · 44,7 | Jennifer Hudak Estados Unidos 42,1       | Keltie Hansen · Canadá · 38,8         |
| Salto aéreo (04.02)        | Cheng Shuang China 188,40           | Xu Mengtao China 188,23                  | Olha Volkova · Ucrania · 178,59       |
| Slopestyle (03.02)         | Anna Segal Australia 43,4           | Kaya Turski · Canadá · 41,7              | Keri Herman Estados Unidos 41,0       |
| Campo a través (04.02)     | Kelsey Serwa · Canadá               | Julia Murray · Canadá                    | Anna Holmlund · Suecia                |

## Medallero
| Núm. | País           | Oro | Plata | Bronce | Total |
| ---- | -------------- | --- | ----- | ------ | ----- |
| 1    | Canadá         | 8   | 5     | 3      | 16    |
| 2    | Estados Unidos | 1   | 3     | 3      | 7     |
| 3    | China          | 1   | 2     | 0      | 3     |
| 4    | Francia        | 1   | 1     | 0      | 2     |
| 5    | Australia      | 1   | 0     | 1      | 2     |
| 6    | Finlandia      | 0   | 1     | 0      | 1     |
| 7    | Austria        | 0   | 0     | 1      | 1     |
| 7    | Bielorrusia    | 0   | 0     | 1      | 1     |
| 7    | Japón          | 0   | 0     | 1      | 1     |
| 7    | Suecia         | 0   | 0     | 1      | 1     |
| 7    | Ucrania        | 0   | 0     | 1      | 1     |
|      | TOTAL          | 12  | 12    | 12     | 36    |